# Patinação artística nos Jogos Asiáticos de Inverno de 1999
As competições de patinação artística nos Jogos Asiáticos de Inverno de 1999 foram disputadas no Yongpyong Indoor Ice Rink em Gangwon, na Coreia do Sul entre 3 e 5 de fevereiro de 1999.

## Medalhistas
| Evento                          | Ouro                           | Prata                                            | Bronze                                             | Ref.  |
| ------------------------------- | ------------------------------ | ------------------------------------------------ | -------------------------------------------------- | ----- |
| Individual masculino (detalhes) | Li Chengjiang · China          | Roman Skorniakov · Uzbequistão                   | Guo Zhengxin · China                               | [ 1 ] |
| Individual feminino (detalhes)  | Tatiana Malinina · Uzbequistão | Shizuka Arakawa · Japão                          | Fumie Suguri · Japão                               | [ 1 ] |
| Duplas (detalhes)               | Shen Xue · Zhao Hongbo · China | Marina Khalturina · Andrey Kryukov · Cazaquistão | Natalia Ponomareva · Evgeni Sviridov · Uzbequistão | [ 1 ] |
| Dança no gelo (detalhes)        | Wang Rui · Zhang Wei · China   | Rie Arikawa · Kenji Miyamoto · Japão             | Yang Tae-hwa · Lee Chuen-gun · Coreia do Sul       | [ 1 ] |

## Quadro de medalhas
| Ordem | País          | Medalha de ouro | Medalha de prata | Medalha de bronze |    |
| ----- | ------------- | --------------- | ---------------- | ----------------- | -- |
| 1     | China         | 3               |                  | 1                 | 4  |
| 2     | Uzbequistão   | 1               | 1                | 1                 | 3  |
| 3     | Japão         |                 | 2                | 1                 | 3  |
| 4     | Cazaquistão   |                 | 1                |                   | 1  |
| 5     | Coreia do Sul |                 |                  | 1                 | 1  |
| TOTAL | TOTAL         | 4               | 4                | 4                 | 12 |